# Учебное пособие
Уче́бное посо́бие —  пособие, средства обучения, предназначенные для расширения, углубления и лучшего усвоения знаний, предусмотренных учебными программами и изложенных в учебниках. 

## Определение
Согласно БСЭ, учебные пособия — это пособия; средства обучения, предназначенные для расширения, углубления и лучшего усвоения знаний, предусмотренных учебными программами и изложенных в учебниках; все материальные средства обучения, включая натуральные объекты, приборы, таблицы, карты, диа- и кинофильмы, звукозапись и др., используемые в учебном процессе.
По мнению ряда специалистов, учебное пособие — это учебное издание, дополняющее или частично заменяющее учебник, официально утвержденное в качестве данного вида издания (в СССР — ГОСТ 7.60-90; в РФ — ГОСТ 7.60–2003) и допущенное Министерством образования Российской Федерации к печати и выпуску.

## Виды учебных пособий
Согласно БСЭ учебные пособия — это книги для чтения, хрестоматии, справочники, словари, адаптированные печатные тексты по иностранным языкам, сборники задач и упражнений, методические руководства для самостоятельных практических занятий, тетради на печатной основе и другое.

## Содержание
Каждый раздел учебного пособия сопровождается контрольными вопросами и/или заданиями обучающего характера, призванными помочь в освоении знаний по дисциплине.
Обычно учебное пособие выпускается в дополнение к учебнику. Однако учебное пособие может: 
- временно являться основным учебным изданием по дисциплине вследствие изменения государственного стандарта ВПО специальности и появления в учебных планах новой дисциплины федерального компонента, по которой пока еще не создано учебника, допущенного или рекомендованного Министерством образования России;
- являться основным учебным изданием по дисциплине, относящейся к региональному компоненту, компоненту по выбору, факультативному компоненту.

Поскольку пособие создаётся более оперативно, чем учебник, то в него включается новый, более актуальный материал по конкретной дисциплине. Тем не менее, этот материал должен подаваться в русле фундаментальных знаний, изложенных в учебнике.
В отличие от учебника пособие может включать не только апробированные, общепризнанные знания и положения. Оно может также включать спорные вопросы, демонстрирующие разные точки зрения на решение той или иной проблемы. 
Обязательные требования к учебному пособию (далее – УП):
1. В структуру УП входят следующие обязательные элементы:  оглавление (содержание), введение, заключение, справочно-библиографический аппарат.
2. Введение включает следующие аспекты:
- цель (назначение) издания, соответствие учебной программе
- читательский адрес
- вид учебного издания и его место в  системе других учебных изданий по дисциплине,  актуальность, степень новизны, особенности авторской концепции
- методические рекомендации по использованию УП в учебном процессе
- общая характеристика структуры УП, особенности эффективного использования аппарата издания (дидактического, библиографического, справочного и т.п.).

3. Содержание УП должно соответствовать  ГОС ВО и утвержденной учебной программе дисциплины. Рубрики основой части текста (разделы, главы, параграфы) должны соответствовать  логике изложения учебного материала и  тематическому плану  учебной дисциплины.
4. Тематические разделы должны содержать выводы, обобщающие учебный материал    раздела, и дидактический аппарат (контрольные вопросы, примеры, упражнения, задачи, тесты) для самоконтроля студентов.
5. Необходимо соблюдать последовательность изложения  учебного материала по принципу  «от простого к сложному»; определения и формулировки  должны соответствовать общепринятой  научной терминологии.
6. Заключение  выполняет функцию обобщения  учебного материала и включает следующие аспекты:
- основные итоги и выводы,
- характеристика нерешенных и труднорешаемых проблем,
- рекомендации по дальнейшему самостоятельному  изучению предмета,
- перспективы развития дисциплины (отрасли науки ).

7. Справочно-библиографический аппарат (с учетом вида издания)  состоит из прикнижной  аннотации с читательским адресом, библиографического списка, списка сокращений и условных обозначений, указателей (именной, алфавитно-предметный, хронологический, систематический и т.д.).  В учебные издания объемом свыше 10  авторских листов рекомендуется включать  именной и алфавитно-предметный указатели. 
8. Оформление рукописи должно соответствовать  стандарту учебного заведения (Порядок планирования, подготовки, издания и распределения учебно-методической и научной литературы, выпускаемой в ВУЗе). Библиографический список оформляется в соответствии с требованиями ГОСТ Р 7.0.5.–2008 «Библиографическая ссылка. Общие требования и
правила составления». Объем учебных изданий выражается в авторских листах (1
авторский лист – 40 000 знаков с пробелами).
Письмо Минобразования России от 23 сентября 2002 г. «Об определении терминов „учебник“ и „учебное пособие“» нормирует понятие учебное пособие следующим образом:
Учебное пособие рассматривается как дополнение к учебнику. Учебное пособие может охватывать не всю дисциплину, а лишь часть (несколько разделов) примерной программы. В отличие от учебника, пособие может включать не только апробированные, общепризнанные знания и положения, но и разные мнения по той или иной проблеме.

В случае, когда в учебный план вводится новая дисциплина или в учебную программу вводятся новые темы, то первоначально организуется выпуск учебного пособия. Учебник, как правило, создается на базе апробированного пособия.